# Brainstorm (немецкая группа)
Brainstorm — немецкая пауэр-метал-группа. Создана в 1989 году. Лицом группы является вокалист Энди Б. Франк, также известный участием в Symphorce и прогрессив-группе Ivanhoe. Brainstorm отличается более «тёмным» стилем музыки от большинства пауэр-метал-команд.

## Дискография

### Демо
- Hand Of Doom (1990)
- Heart Of Hate (1993)
- The 5th Season (1994)
- Promo 96 (1996)

### Студийные альбомы
- Hungry (1997)
- Unholy (1998)
- Ambiguity (2000)
- Metus Mortis (2001)
- Soul Temptation (2003)
- Liquid Monster  (2005)
- Downburst (2008)
- Memorial Roots (2009)
- On the Spur of the Moment (2011)
- Firesoul (2014)
- Scary Creatures (2016)
- Midnight Ghost (2018)
- Wall of Skulls (2021)

### Синглы
- All Those Words (2005)
- Fire Walk With Me (2007)

### DVD
- Honey from the B’s (2007)

## Состав
- Andy B. Franck (c 1999 года) — вокал
- Torsten Ihlenfeld (с 1989 года) — гитара, бэк-вокал
- Milan Loncaric (с 1989 года) — гитара, бэк-вокал
- Antonio Ieva (с 2007 года) — бас
- Dieter Bernert (с 1989 года) — ударные

### Бывшие участники
- Stefan Fronk (1990—1991) — вокал
- Marcus Jürgens (1991—1999) — вокал
- Henning Basse (1999) — вокал
- Peter Waldstätter (1990) — бас
- Andreas Mailänder (1990—2007) — бас